# Elatostema tenuicaule
Elatostema tenuicaule är en nässelväxtart som beskrevs av H. Winkl.. Elatostema tenuicaule ingår i släktet Elatostema och familjen nässelväxter. Inga underarter finns listade i Catalogue of Life.